# 157-ма мотострілецька дивізія (СРСР)
157-ма мотострілецька дивізія (157 МСД, в/ч 12130) — колишня мотострілецька дивізія Радянської армії. Вона існувала від 1969 до 1987 року та розташовувалась у Феодосії. Протягом Холодної війни, дивізія мала статус кадрованої й утримувалася на рівні 17% (2300 осіб) повної штатної чисельності. У 1987 вона була перетворена на 710-й територіальний навчальний центр. У 1989 році навчальний центр було перетворено на базу зберігання.

## Історія
У квітні 1969 року 157-ма мотострілецька дивізія була сформована у Феодосії, як складова 32-го армійського корпусу. Вона замінила 52-гу мотострілецьку дивізію, яка була передислокована до Нижньоудінська. 
Реорганізація від 15 листопада 1972 року:
- створено 0000 окремий протитанковий артилерійський дивізіон
- створено 00 окремий реактивний артилерійський дивізіон - включено до складу артилерійського полку в травні 1980

В 1980 році 000 окремий моторизований транспортний батальйон було перейменовано на 0000 окремий батальйон матеріального забезпечення.
Від 1 грудня 1987 року вона стала 710-м територіальним навчальним центром.
Від 1 вересня 1989 року навчальний центр було перетворено на 5378-му базу зберігання озброєння та техніки.
В січні 1992 року перейшла під юрисдикцію України.

## Структура
Протягом історії з'єднання його стурктура та склад неодноразово змінювались.

### 1970
- 91-й мотострілецький полк (Феодосія, Кримська область) - переданий зі складу 52-ї мотострілецької дивізія
- 520-й мотострілецький полк (Феодосія, Кримська область)
- 524-й мотострілецький полк (Керч, Кримська область)
- 000 танковий полк (Феодосія, Кримська область)
- 434-й артилерійський полк (Керч, Кримська область)
- 000 зенітний артилерійський полк (Феодосія, Кримська область)
- 000 окремий ракетний дивізіон (Феодосія, Кримська область)
- 000 окремий розвідувальний батальйон (Феодосія, Кримська область)
- 0000 окремий інженерно-саперний батальйон (Керч, Кримська область)
- 0000 окремий батальйон зв'язку (Феодосія, Кримська область)
- 000 окрема рота хімічного захисту (Феодосія, Кримська область)
- 000 окремий ремонтно-відновлювальний батальйон (Феодосія, Кримська область)
- 000 окремий санітарно-медичний батальйон (Феодосія, Кримська область)
- 000 окремий моторизований транспортний батальйон (Феодосія, Кримська область)

### 1980
- 91-й мотострілецький полк (Феодосія, Кримська область)
- 520-й мотострілецький полк (Феодосія, Кримська область)
- 524-й мотострілецький полк (Керч, Кримська область)
- 000 танковий полк (Феодосія, Кримська область)
- 434-й артилерійський полк (Керч, Кримська область)
- 000 зенітний артилерійський полк (Феодосія, Кримська область)
- 000 окремий ракетний дивізіон (Феодосія, Кримська область)
- 0000 окремий протитанковий артилерійський дивізіон (Феодосія, Кримська область)
- 000 окремий розвідувальний батальйон (Феодосія, Кримська область)
- 0000 окремий інженерно-саперний батальйон (Керч, Кримська область)
- 0000 окремий батальйон зв'язку (Феодосія, Кримська область)
- 000 окрема рота хімічного захисту (Феодосія, Кримська область)
- 000 окремий ремонтно-відновлювальний батальйон (Феодосія, Кримська область)
- 000 окремий медичний батальйон (Феодосія, Кримська область)
- 0000 окремий батальйон матеріального забезпечення (Феодосія, Кримська область)

### 1988
- 91-й мотострілецький полк (Феодосія, Кримська область)
- 520-й мотострілецький полк (Феодосія, Кримська область)
- 524-й мотострілецький полк (Керч, Кримська область)
- 000 танковий полк (Феодосія, Кримська область)
- 434-й артилерійський полк (Керч, Кримська область)
- 000 зенітний артилерійський полк (Феодосія, Кримська область)
- 000 окремий ракетний дивізіон (Феодосія, Кримська область)
- 0000 окремий протитанковий артилерійський дивізіон (Феодосія, Кримська область)
- 000 окремий розвідувальний батальйон (Феодосія, Кримська область)
- 0000 окремий інженерно-саперний батальйон (Керч, Кримська область)
- 0000 окремий батальйон зв'язку (Феодосія, Кримська область)
- 000 окрема рота хімічного захисту (Феодосія, Кримська область)
- 000 окремий ремонтно-відновлювальний батальйон (Феодосія, Кримська область)
- 000 окремий медичний батальйон (Феодосія, Кримська область)
- 0000 окремий батальйон матеріального забезпечення (Феодосія, Кримська область)

## Оснащення
Оснащення на 19.11.90 (за умовами УЗЗСЄ):
- Феодосія: 61 Т-64, 1 БМП-2, 25 БМП-1, 11 БРМ-1К, 48 Д-30, 12 БМ-21 «Град», 20 Р-145БМ, 3 УР-67 та 74 МТ-ЛБТ
- Керч: 2 БМП-2, 8 БМП-1, 4 БРМ-1К та 7 Р-145БМ

## Розташування
- Штаб (Феодосія): 45 03 36N, 35 22 53E
- Феодосійські казарми: 45 03 34N, 35 22 50E
- Керченські казарми: 45 20 27N, 36 26 47E